# Bief-des-Maisons
Bief-des-Maisons là một xã trong vùng hành chính Franche-Comté, thuộc tỉnh Jura, quận Lons-le-Saunier, tổng Les Planches-en-Montagne. Tọa độ địa lý của xã là 46° 42' vĩ độ bắc, 06° 02' kinh độ đông. Bief-des-Maisons nằm trên độ cao trung bình là 930 mét trên mặt nước biển, có điểm thấp nhất là 890 mét và điểm cao nhất là 1144 mét. Xã có diện tích 5.79 km², dân số vào thời điểm 2006 là 71 người; mật độ dân số là 12 người/km².

## Địa điểm tham quan
Nhà thờ của Bief-des-Maisons được xây dựng trong thế kỉ thứ 17 và mở rộng trong thế kỉ 18.